# Orange Trench Cemetery
Orange Trench Cemetery is een Britse militaire begraafplaats met gesneuvelden uit de Eerste Wereldoorlog, gelegen in de Franse dorp Monchy-le-Preux (Pas-de-Calais). De begraafplaats werd ontworpen door William Cowlishaw en wordt onderhouden door de Commonwealth War Graves Commission. Ze ligt ruim een kilometer ten noordwesten van het dorpscentrum (gemeentehuis). Vanaf de Rue du Tilleul leidt een pad van 65 m naar de toegang. De begraafplaats heeft een onregelmatige vorm en wordt omsloten door een draadafsluiting en een taxushaag. Het Cross of Sacrifice staat in de westelijke hoek.
Er worden 118 doden herdacht waarvan de helft niet geïdentificeerd kon worden.

## Geschiedenis
Orange Hill en Orange Trench waren twee locaties ten zuiden van de Scarpe waar gedurende de Slag bij Arras in april 1917 de Commonwealth troepen hun weg vochten, en opnieuw in augustus 1918.
De begraafplaats werd na de gevechten van 9-11 april 1917 gestart toen de 12th, de 15th en de 37th Divisions het dorp en het terrein tot aan de Scarpe innamen. Alle gesneuvelden zijn Britten die vielen in april en mei 1917. Zes van hen worden herdacht met Special Memorials omdat hun graven niet meer gelokaliseerd konden worden en men neemt aan dat ze zich onder naamloze graven bevinden. Daarbij worden twee officieren op 1 grafzerk vermeld.

## Onderscheiden militair
- Donald Stanley Harding, kapitein bij de Royal Fusiliers werd onderscheiden met het Military Cross (MC).